# New Kids: Continue
New Kids: Continue – pierwszy minialbum południowokoreańskiej grupy iKON, wydany 2 sierpnia 2018 roku przez wytwórnię YG Entertainment. Płytę promował singel „Killing Me” (kor. 죽겠다 (KILLING ME)). Jest to druga część serii „New Kids”.

## Lista utworów
| CD | CD                                                             | CD                | CD                       | CD                  | CD      |
| Nr | Tytuł utworu                                                   | Tekst             | Kompozycja               | Aranżacja           | Długość |
| -- | -------------------------------------------------------------- | ----------------- | ------------------------ | ------------------- | ------- |
| 1. | „Killing Me” (kor. 죽겠다 (Killing Me) Juggetda (Killing Me))  | B.I               | B.I, Joe Rhee, R.Tee     | R.Tee, Joe Rhee     | 3:13    |
| 2. | „Freedom” (kor. 바람 (Freedom) Balam (Freedom))                | B.I, Bobby, Seung | Millennium, B.I, Seung   | Millennium          | 3:21    |
| 3. | „Only You”                                                     | B.I, Bobby        | B.I, Kang Wook-jin       | Kang Wook-jin       | 3:32    |
| 4. | „Cocktail” (kor. 칵테일 (Cocktail))                            | B.I, Bobby        | B.I, Millennium          | Millennium          | 3:46    |
| 5. | „Just for You” (kor. 줄게 (Just for You) Julge (Just for You)) | B.I               | B.I, Kang Wook-jin, LIØN | Kang Wook-jin, LIØN | 3:21    |
|    |                                                                |                   |                          |                     | 17:13   |

## Notowania
| Lista                        | Pozycja |
| ---------------------------- | ------- |
| Gaon Weekly Album Chart      | 2       |
| Gaon Yearly Album Chart      | 43      |
| Oricon Weekly Album Chart    | 25      |
| Billboard Japan Hot Albums   | 22      |
| Five Music (Tajwan)          | 3       |
| Billboard World Albums Chart | 4       |
| Billboard Heatseekers Albums | 15      |

## Sprzedaż
| Kraj             | Sprzedaż                            |
| ---------------- | ----------------------------------- |
| Korea Południowa | 109 481+ (stan na grudzień 2018 r.) |
| Japonia          | 3734+                               |